# Apinac
Apinac é uma comuna francesa na região administrativa de Auvérnia-Ródano-Alpes, no departamento de Loire. Estende-se por uma área de 15,35 km². Em 2010 a comuna tinha 419 habitantes (densidade: 27,3 hab./km²).1 hab/km².